# Medaglia per il lungo servizio
La medaglia per il lungo servizio (in polacco: Medal za Długoletnią Służbę) è un'onorificenza statale polacca istituita il 14 giugno 2007 dalla Repubblica Polacca.
L'onorificenza è suddivisa nei seguenti gradi:
| Medaglia d'oro per il lungo servizio | Medaglia d'argento per il lungo servizio | Medaglia di bronzo per il lungo servizio |